# Pompierre-sur-Doubs
Pompierre-sur-Doubs – miejscowość i gmina we Francji, w regionie Burgundia-Franche-Comté, w departamencie Doubs.
Według danych na rok 1990 gminę zamieszkiwały 244 osoby, a gęstość zaludnienia wynosiła 30 osób/km² (wśród 1786 gmin Franche-Comté Pompierre-sur-Doubs plasuje się na 503. miejscu pod względem liczby ludności, natomiast pod względem powierzchni na miejscu 555.).